# Minuartia rimarum
Minuartia rimarum är en nejlikväxtart som först beskrevs av Pierre Edmond Boissier och Bal., och fick sitt nu gällande namn av Johannes Mattfeld. Minuartia rimarum ingår i släktet nörlar, och familjen nejlikväxter. Inga underarter finns listade i Catalogue of Life.